# Provincia di León
León è una provincia capoluogo del Regno di León, comunità autonoma di Castiglia e León, nella Spagna nord-occidentale.
Confina con le Asturie a nord, con la Cantabria e la provincia di Palencia a est, con le province di Valladolid e Zamora a sud e con la Galizia a ovest (province di Ourense e Lugo).
La superficie è di 15.581 km², la popolazione, secondo le ultime stime, è di circa 500.000 abitanti.
Il capoluogo è León, altri centri importanti sono Ponferrada, Astorga e San Andrés del Rabanedo.

## Storia
La moderna provincia di León è nata nel anno 1833, quando il Regno di León è diviso tra le provincie di León, Zamora e Salamanca nella nuova divisione amministrativa spagnola.

## Geografia antropica

### Suddivisioni amministrative

#### Comarche agrarie
|                     | \| Comarca \| \| ------------------- \| \| El Bierzo \| \| La Montaña de Luna \| \| La Montaña de Riaño \| \| La Cabrera \| \| Astorga \| \| Tierras de León \| \| El Páramo \| \| Sahagún \| \| Esla-Campos \| |
| Comarca             | |
| El Bierzo           | |
| La Montaña de Luna  | |
| La Montaña de Riaño | |
| La Cabrera          | |
| Astorga             | |
| Tierras de León     | |
| El Páramo           | |
| Sahagún             | |
| Esla-Campos         | |

#### Aree funzionali
|                      | \| Area funzionale \| Capoluogo \| \| -------------------- \| -------------------- \| \| Villablino \| Villablino \| \| Boñar-Cistierna \| Cistierna \| \| El Bierzo \| Ponferrada \| \| Astorga \| Astorga \| \| León \| León \| \| Sahagún \| Sahagún \| \| La Bañeza \| La Bañeza \| \| Valencia de Don Juan \| Valencia de Don Juan \| |
| Area funzionale      | Capoluogo |
| Villablino           | Villablino |
| Boñar-Cistierna      | Cistierna |
| El Bierzo            | Ponferrada |
| Astorga              | Astorga |
| León                 | León |
| Sahagún              | Sahagún |
| La Bañeza            | La Bañeza |
| Valencia de Don Juan | Valencia de Don Juan |

#### Partidos judiciales
|    | \| Nº \| Partido judicial \| \| -- \| ---------------- \| \| 1 \| Sahagún \| \| 2 \| León \| \| 3 \| La Bañeza \| \| 4 \| Ponferrada \| \| 5 \| Astorga \| \| 6 \| Cistierna \| \| 7 \| Villablino \| |
| Nº | Partido judicial |
| 1  | Sahagún |
| 2  | León |
| 3  | La Bañeza |
| 4  | Ponferrada |
| 5  | Astorga |
| 6  | Cistierna |
| 7  | Villablino |